# نهر آرتشر

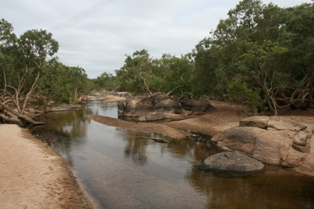
نهر آرتشر
نهر آرتشر بالإنجليزية (Archer River): هو النهر الرئيسي فس شبه جزيرة كيب يورك بأقصى شمال كوينزلاند، أستراليا, ينبع من منطقة مكلوريث McIlwraith ويخترق سهول السافانا الاستوائية والأراضي الرطبة ثم يعبر من خلال محمية سهول بيكانني Piccaninny وحديقة مونغكان كاندجو Mungkan Kandju الوطنية ويدخل خليج كاربنتاريا Carpentaria في الجانب الغربي من شبه الجزيرة بالقرب من مدينة أوروكون Aurukun , تبلغ مساحة حوضه 13820 كم2, يفيض النهر في الموسم الماطر ما بين نوفمبر وأبريل ويغطي ماحة مليون هكتار من الأراضي الرطبة, نهر كوين هو أحد أفرع نهر آرتشر.
الصدر: مترجم Archer River